# Alfonso Reece
Alfonso Reece Dousdebés (Cotocollao, 1955) es un escritor y periodista ecuatoriano.

## Trayectoria
Estudió derecho y sociología en la Universidad Católica del Ecuador. Trabajó como periodista desde 1980 en los canales de televisión Ecuavisa y Teleamazonas. En 1990 se decantó por la prensa escrita, desde entonces ha colaborado en las principales revistas del Ecuador entre las que están 15 Días, Vistazo, SoHo, Mango y Mundo Diners. Un trabajo en esta última le valió en 1998 el premio Jorge Mantilla Ortega del diario El Comercio
.
Actualmente es columnista en el diario El Universo. En 2013 la Cámara de Comercio de Quito le concedió la condecoración Eduardo Kingman al Mérito Cultural. El catedrático y crítico Antonio Sacoto opina sobre la penúltima novela de este autor: "Todas  las  aves (2013) de Alfonso Reece es la novela ecuatoriana mejor escrita en el siglo XXI.  Mi  juicio no es  ligero, sin mayor fundamento y conocimiento, sino que nace del estudio del género en este siglo en mi libro La actual novela ecuatoriana y otros ensayos, donde se estudian las mejores novelas publicadas en estos últimos años"

## Obras publicadas
- El numerario. Novela. 1996. Editorial El Conejo. Finalista de la III Bienal de Novela Ecuatoriana
- Morga. Novela. 2007. Editorial Alfaguara
- Todas las aves. Novela. 2013. Seix Barral
- Los montoneros de Dios (Curuchupas). Novela. 2018. Editorial 1673